# Persone di cognome López
| Questa pagina contiene informazioni ricavate automaticamente dalle voci biografiche con l'ausilio del template Bio e di un bot. L'aggiornamento è periodico e automatico e ricostruisce completamente la pagina. Se manca una persona in questa lista, sei pregato di non aggiungerla, ma accertati piuttosto che la sua voce biografica contenga il template Bio e che i dati anagrafici siano correttamente compilati. Se il template Bio manca, inseriscilo tu stesso o, in alternativa, metti l'avviso {{tmp\|Bio}} che ne segnala la mancanza. Se i dati riportati sono sbagliati, correggi direttamente la voce biografica; le modifiche saranno visibili in questa lista entro pochi giorni. Per chiarimenti vedi il progetto antroponimi. La lista contiene solo le 86 persone che sono citate nell'enciclopedia e per le quali è stato implementato correttamente il template Bio. Pagina aggiornata al 8 mar 2025. |

Questa è una lista di persone presenti nell'enciclopedia che hanno il cognome López, suddivise per attività principale.

## Allenatori di calcio(2)
- Gustavo López, allenatore di calcio e ex calciatore argentino (Valentín Alsina, n. 1973)
- Juan José López, allenatore di calcio e ex calciatore argentino (Ciudadela, n. 1950)

## Allenatori di calcio a 5(1)
- Fabián López, allenatore di calcio a 5 argentino (Buenos Aires, n. 1962)

## Allenatori di pallacanestro(1)
- Melvyn López, allenatore di pallacanestro dominicano (Santo Domingo, n. 1974)

## Artisti(1)
- Francisco López, artista e musicista spagnolo (Madrid, n. 1964)

## Assassini seriali(1)
- Pedro Alonso López, serial killer colombiano (Santa Isabel, n. 1948)

## Attori(2)
- Jon López, attore, musicista e modello spagnolo (Valencia, n. 2000)
- Mario López, attore e conduttore televisivo statunitense (San Diego, n. 1973)

## Attrici(4)
- Adamari López, attrice portoricana (Humacao, n. 1972)
- Belén López, attrice spagnola (Siviglia, n. 1970)
- Charo López, attrice spagnola (Salamanca, n. 1943)
- Marga López, attrice argentina (San Miguel de Tucumán, n. 1924 - Città del Messico, † 2005)

## Calciatori(37)
- Isaac Roberto López, calciatore argentino (Buenos Aires, n. 1916 - Buenos Aires, † 1991)
- Arsenio López, calciatore argentino
- Iván López, ex calciatore colombiano (n. 1978)
- José Alfredo López, calciatore e dirigente sportivo argentino (Buenos Aires, n. 1897 - † 1969)
- Maxi López, ex calciatore argentino (Buenos Aires, n. 1984)
- Pedro Ricardo López, calciatore e allenatore di calcio colombiano (dipartimento di Valle del Cauca, n. 1912 - † 2006)
- Ariel López, ex calciatore argentino (Lanús, n. 1974)
- Lisandro López, ex calciatore argentino (Buenos Aires, n. 1983)
- Lisandro López, calciatore argentino (Villa Constitución, n. 1989)
- Nelson López, ex calciatore argentino (Bell Ville, n. 1941)
- Pablo Darío López, ex calciatore argentino (Lomas de Zamora, n. 1982)
- Víctor Rubén López, ex calciatore argentino (Córdoba, n. 1978)
- Alexander López, calciatore honduregno (Tegucigalpa, n. 1992)
- Alonso López, ex calciatore colombiano (Manizales, n. 1957)
- Toni Martínez, calciatore spagnolo (Barrio del Progreso, n. 1997)
- Arcadio López, calciatore argentino (Buenos Aires, n. 1910 - Buenos Aires, † 1972)
- Carlos Ángel López, calciatore argentino (n. 1952 - Jujuy, † 2018)
- Cristian López, calciatore spagnolo (Crevillent, n. 1989)
- Diego López, calciatore argentino (San Salvador de Jujuy, n. 1992)
- Elías López, calciatore argentino (Villa Mercedes, n. 2000)
- Fabricio López, calciatore argentino (Tigre, n. 2002)
- Frank López, calciatore beliziano (n. 1989)
- Héctor López, ex calciatore messicano (Guadalajara, n. 1971)
- Jeremy López, calciatore gibilterriano (Gibilterra, n. 1989)
- Jonathan López, calciatore argentino (Chajarí, n. 1989)
- José Manuel López, calciatore argentino (San Lorenzo, n. 2000)
- José López, ex calciatore messicano (Mexicali, n. 1951)
- Julián Alejo López, calciatore argentino (Avellaneda, n. 2000)
- Kevin López, calciatore argentino (Córdoba, n. 2001)
- Lautaro López, calciatore argentino (Buenos Aires, n. 2005)
- Ligorio López, calciatore messicano (n. 1933 - † 1993)
- Michael López, calciatore argentino (Buenos Aires, n. 1997)
- Miguel López, calciatore argentino (Ensenada, n. 1988)
- Pedro Hugo López, calciatore cileno (n. 1927 - † 1959)
- Ramiro López, calciatore argentino (Wilde, n. 1984)
- Sergio Daniel López, calciatore argentino (Burzaco, n. 1989)
- Óscar Tomás López, ex calciatore argentino (Buenos Aires, n. 1939)

## Cardinali(1)
- Juan López, cardinale e arcivescovo cattolico spagnolo (Valencia, n. 1454 - Roma, † 1501)

## Cestisti(5)
- Anselmo López, cestista, allenatore di pallacanestro e dirigente sportivo spagnolo (Velayos, n. 1910 - Madrid, † 2004)
- Felipe López, ex cestista dominicano (Santo Domingo, n. 1974)
- Matt López, cestista statunitense (Washington, n. 1992)
- Adolfo López, cestista paraguaiano (Asunción, n. 1989)
- Lautaro López, cestista argentino (Resistencia, n. 1999)

## Compositori(1)
- Pedro Blanco López, compositore, pianista e critico musicale spagnolo (Leon, n. 1883 - Porto, † 1919)

## Contrabbassisti(2)
- Cachao, contrabbassista cubano (L'Avana, n. 1918 - Coral Gables, † 2008)
- Orlando Cachaíto López, contrabbassista cubano (L'Avana, n. 1933 - L'Avana, † 2009)

## Criminali(1)
- Ricardo López, criminale uruguaiano (Montevideo, n. 1975 - Hollywood, † 1996)

## Dirigenti sportivi(1)
- Claudio López, dirigente sportivo e ex calciatore argentino (Río Tercero, n. 1974)

## Funzionarie(1)
- Paz López, funzionaria spagnola (Madrid, n. 1958)

## Generali(1)
- Vladimir Padrino López, generale e politico venezuelano (Caracas, n. 1963)

## Giocatori di baseball(1)
- Al López, giocatore di baseball e allenatore di baseball statunitense (Tampa, n. 1908 - Tampa, † 2005)

## Giocatori di calcio a 5(3)
- Luis López, ex giocatore di calcio a 5 argentino (n. 1964)
- Javier López, giocatore di calcio a 5 argentino (Buenos Aires, n. 1982)
- Víctor López, ex giocatore di calcio a 5 paraguaiano (n. 1965)

## Medici(1)
- Pedro López, medico spagnolo (Dueñas, n. 1527 - Città del Messico, † 1597)

## Militari(1)
- Estanislao López, militare e politico argentino (Santa Fe, n. 1786 - Santa Fe, † 1838)

## Musicisti(1)
- César López, musicista colombiano (Bogotà, n. 1973)

## Nuotatori(1)
- Matías López, nuotatore paraguaiano (n. 1996)

## Pallanuotisti(1)
- Julio López, pallanuotista uruguaiano (Montevideo, n. 1922)

## Pallavoliste(2)
- Myrlena López, pallavolista portoricana (n. 1985)
- Sheila López, pallavolista portoricana (San Juan)

## Pallavolisti(3)
- Dimar López, pallavolista portoricano (n. 1986)
- Jorge López, pallavolista portoricano (Naranjito, n. 1992)
- Kevin López, pallavolista portoricano (n. 1995)

## Patrioti(1)
- Narciso López, patriota venezuelano (Caracas, n. 1797 - L'Avana, † 1851)

## Piloti automobilistici(1)
- José María López, pilota automobilistico argentino (Río Tercero, n. 1983)

## Pittori(1)
- Cándido López, pittore argentino (Buenos Aires, n. 1840 - Baradero, † 1902)

## Politici(1)
- Hermógenes López, politico venezuelano (Naguanagua, n. 1830 - Valencia, † 1898)

## Procuratori sportivi(1)
- Javier López, procuratore sportivo e ex calciatore argentino (Rosario, n. 1980)

## Sceneggiatrici(1)
- Issa López, sceneggiatrice, regista e produttrice cinematografica messicana (Città del Messico, n. 1971)

## Schermitrici(1)
- Fabiana López, ex schermitrice messicana (n. 1966)

## Taekwondoka(2)
- Diana López, taekwondoka statunitense (n. 1984)
- Steven López, taekwondoka statunitense (New York, n. 1978)

## Teologi(1)
- Luis López, teologo spagnolo (Madrid, n. 1520 - † 1596)